# GPS Exchange Format
Das GPS Exchange Format (GPX) ist ein Datenformat zur Speicherung von Geodaten (ursprünglich hauptsächlich GPS-Daten), das von der Firma TopoGrafix entwickelt wurde. Es basiert auf dem allgemeinen XML-Standard. Ein XML-Schema beschreibt die Elemente und den Aufbau des GPS Exchange Formats. Als Dateiendung wird die Abkürzung .gpx verwendet.
Das GPS Exchange Format ist ein offenes, lizenzfreies Format, das von jedem gebührenfrei verwendet werden darf. Es kann den Austausch von Geodaten zwischen verschiedenen Programmen erleichtern.

## Eigenschaften des GPX-Formats

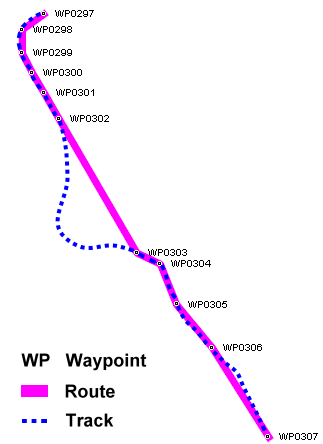
Wegpunkte, Route und Track

Das XML-Schema zum GPX-Standard definiert eine Reihe Datentypen bzw. Tags, das Schema ist erweiterbar. Die meisten GPS-Empfänger liefern hauptsächlich Daten für Wegpunkte, Routen und Tracks. Im GPX-Format können diese Daten um Metadaten, wie z. B. Autor oder Beschreibung ergänzt werden.
Die geografischen Koordinaten Breite, Länge und Höhe der Koordinatenangaben in einer GPX-Datei beziehen sich auf das WGS84-Referenzellipsoid. Eine Positionsangabe im GPX-Format erfolgt in Grad mit Dezimalgrad als Nachkommastellen. Ein Meter am Äquator entspricht ca. 0,000009° (siehe ursprüngliche Definition von Meter). Als Faustregel gilt, dass die sechste Nachkommastelle eine Genauigkeit im Dezimeterbereich angibt. Angaben mit zwei Nachkommastellen liegen im Kilometerbereich. Höhenangaben erfolgen in Metern.
Das GPX-Format hat den Vorteil, dass die Daten in für den Menschen leicht lesbarer Form als Text vorliegen. Daraus resultiert jedoch ein erheblich höherer Speicherplatzbedarf.
Eine GPX-Datei kann validiert werden. Dabei wird überprüft, ob der Aufbau der Datei den im XML-Schema definierten Regeln folgt und somit gültig ist. Derzeit liegt das XML-Schema des GPX-Formates in der Version 1.1 vor.

### Aufbau
Eine GPX-Datei besteht aus den Koordinaten und deren Beschreibung. Nach Typ werden unterschieden:
Waypoint (<wpt>)
Sammlung von Ortspunkten/Wegpunkten ohne sequentielle Beziehung.
Route (<rte>)
Eine sortierte Abfolge von Ortspunkten/Wegpunkten (<rtept>). Beschreibt einen geplanten Kurs, bzw. eine Folge von Wendepunkten, um zu einem Ziel zu gelangen.
Track (<trk>)
Eine sortierte Liste aufeinander folgender Punkte (<trkpt>), die einen Linienzug ergeben. Beispielsweise ein durch ein GPS-Gerät aufgezeichneter Pfad. Die Punkte werden nochmals in einzelne Abschnitte zusammengefasst (Tracksegment, kurz <trkseg>).
In einer Datei können alle drei Typen aufgeführt sein (auch jeweils mehrfach).
Die Grundstruktur ist folgendermaßen aufgebaut, bei UTF-8-codierten Daten ist am Dateianfang mit einem Byte Order Mark zu rechnen:
```
<?xml version="1.0" encoding="UTF-8" standalone="no" ?>

<gpx
 
version=
"1.1"
 
creator=
"Ersteller der Datei"
>

  
<metadata>
 
<!-- Metadaten -->
 
</metadata>

  
<wpt
 
lat=
"xx.xxx"
 
lon=
"yy.yyy"
>
 
<!-- Attribute des Wegpunkts -->
 
</wpt>

  
<!-- weitere Wegpunkte -->

  
<rte>

    
<!-- Attribute der Route -->

    
<rtept
 
lat=
"xx.xxx"
 
lon=
"yy.yyy"
>
 
<!-- Attribute des Routenpunkts -->
 
</rtept>

    
<!-- weitere Routenpunkte -->

  
</rte>

  
<!-- weitere Routen -->

  
<trk>

    
<!-- Attribute des Tracks -->

    
<trkseg>

      
<trkpt
 
lat=
"xx.xxx"
 
lon=
"yy.yyy"
>
 
<!-- Attribute des Trackpunkts -->
 
</trkpt>

      
<!-- weitere Trackpunkte -->

    
</trkseg>

    
<!-- weitere Track-Segmente -->

  
</trk>

  
<!-- weitere Tracks -->

</gpx>

```

Die möglichen Attribute sind für Wegepunkte, Routenpunkte und Trackpunkte gleich. Zur weiteren Beschreibung der Koordinate können neben lat (geographische Breite) und lon (geographische Länge) die folgenden Elemente verwendet werden:
```
<ele>
 
xsd:decimal
 
</ele>
                     
<!-- Höhe in m -->

<time>
 
xsd:dateTime
 
</time>
                  
<!-- Datum und Zeit (UTC/Zulu) in ISO 8601 Format: yyyy-mm-ddThh:mm:ssZ -->

<magvar>
 
degreesType
 
</magvar>
               
<!-- Deklination / magnetische Missweisung vor Ort in Grad -->

<geoidheight>
 
xsd:decimal
 
</geoidheight>
     
<!-- Höhe bezogen auf Geoid -->

<name>
 
xsd:string
 
</name>
                    
<!-- Eigenname des Elements -->

<cmt>
 
xsd:string
 
</cmt>
                      
<!-- Kommentar -->

<desc>
 
xsd:string
 
</desc>
                    
<!-- Elementbeschreibung -->

<src>
 
xsd:string
 
</src>
                      
<!-- Datenquelle/Ursprung -->

<link>
 
linkType
 
</link>
                      
<!-- Link zu weiterführenden Infos -->

<sym>
 
xsd:string
 
</sym>
                      
<!-- Darstellungssymbol -->

<type>
 
xsd:string
 
</type>
                    
<!-- Klassifikation -->

<fix>
 
fixType
 
</fix>
                         
<!-- Art der Positionsfeststellung: none, 2d, 3d, dgps, pps -->

<sat>
 
xsd:nonNegativeInteger
 
</sat>
          
<!-- Anzahl der zur Positionsberechnung herangezogenen Satelliten -->

<hdop>
 
xsd:decimal
 
</hdop>
                   
<!-- HDOP: Horizontale Streuung der Positionsangabe -->

<vdop>
 
xsd:decimal
 
</vdop>
                   
<!-- VDOP: Vertikale Streuung der Positionsangabe -->

<pdop>
 
xsd:decimal
 
</pdop>
                   
<!-- PDOP: Streuung der Positionsangabe -->

<ageofdgpsdata>
 
xsd:decimal
 
</ageofdgpsdata>
 
<!-- Sekunden zwischen letztem DGPS-Empfang und Positionsberechnung -->

<dgpsid>
 
dgpsStationType:integer
 
</dgpsid>
   
<!-- ID der verwendeten DGPS Station -->

<extensions>
 
extensionsType
 
</extensions>
    
<!-- GPX Erweiterung -->

```

### Beispiel
Folgendes GPX-Beispiel zeigt die wichtigsten Elemente anhand der Positionen der Parlamentsgebäude von Deutschland, Österreich und der Schweiz:
```
<?xml version="1.0" encoding="UTF-8" standalone="no" ?>

<gpx
 
xmlns=
"http://www.topografix.com/GPX/1/1"
 
version=
"1.1"
 
creator=
"Wikipedia"

    
xmlns:xsi=
"http://www.w3.org/2001/XMLSchema-instance"

    
xsi:schemaLocation=
"http://www.topografix.com/GPX/1/1 https://www.topografix.com/GPX/1/1/gpx.xsd"
>

 
<!-- Kommentare sehen so aus -->

 
<metadata>

  
<name>
Dateiname
</name>

  
<desc>
Validiertes
 
GPX-Beispiel
 
ohne
 
Sonderzeichen
</desc>

  
<author>

   
<name>
Autorenname
</name>

  
</author>

 
</metadata>

 
<wpt
 
lat=
"52.518611"
 
lon=
"13.376111"
>

  
<ele>
35.0
</ele>

  
<time>
2011-12-31T23:59:59Z
</time>

  
<name>
Reichstag
 
(Berlin)
</name>

  
<sym>
City
</sym>

 
</wpt>

 
<wpt
 
lat=
"48.208031"
 
lon=
"16.358128"
>

  
<ele>
179
</ele>

  
<time>
2011-12-31T23:59:59Z
</time>

  
<name>
Parlament
 
(Wien)
</name>

  
<sym>
City
</sym>

 
</wpt>

 
<wpt
 
lat=
"46.9466"
 
lon=
"7.44412"
>

  
<time>
2011-12-31T23:59:59Z
</time>

  
<name>
Bundeshaus
 
(Bern)
</name>

  
<sym>
City
</sym>

 
</wpt>

 
<rte>

  
<name>
Routenname
</name>

  
<desc>
Routenbeschreibung
</desc>

  
<rtept
 
lat=
"52.0"
 
lon=
"13.5"
>

   
<ele>
33.0
</ele>

   
<time>
2011-12-13T23:59:59Z
</time>

   
<name>
rtept
 
1
</name>

  
</rtept>

  
<rtept
 
lat=
"49"
 
lon=
"12"
>

   
<name>
rtept
 
2
</name>

  
</rtept>

  
<rtept
 
lat=
"47.0"
 
lon=
"7.5"
>

  
</rtept>

 
</rte>

 
<trk>

  
<name>
Trackname1
</name>

  
<desc>
Trackbeschreibung
</desc>

  
<trkseg>

   
<trkpt
 
lat=
"52.520000"
 
lon=
"13.380000"
>

    
<ele>
36.0
</ele>

    
<time>
2011-01-13T01:01:01Z
</time>

   
</trkpt>

   
<trkpt
 
lat=
"48.200000"
 
lon=
"16.260000"
>

    
<ele>
180
</ele>

    
<time>
2011-01-14T01:59:01Z
</time>

   
</trkpt>

   
<trkpt
 
lat=
"46.95"
 
lon=
"7.4"
>

    
<ele>
987.654
</ele>

    
<time>
2011-01-15T23:59:01Z
</time>

   
</trkpt>

  
</trkseg>

 
</trk>

 
<trk>

  
<name>
Trackname2
</name>

  
<trkseg>

   
<trkpt
 
lat=
"47.2"
 
lon=
"7.41"
>

    
<time>
2011-01-16T23:59:01Z
</time>

   
</trkpt>

   
<trkpt
 
lat=
"52.53"
 
lon=
"13.0"
>

   
</trkpt>

  
</trkseg>

 
</trk>

</gpx>

```

Das Beispiel wurde mit der Software Xerces validiert, trotzdem kann es in verschiedenen Anzeigeprogrammen (z. B. Google Earth) zu abweichenden Darstellungen kommen, da die Elemente bewusst unterschiedlich vollständig attribuiert wurden.

## Erweiterungen
Als XML-Dialekt erlaubt das GPX-Format, eigene Erweiterungen einzubetten, wobei diese nicht Bestandteil des GPX-Schemas sind. Ein Beispiel sind die GPX-Extensions von Garmin.

## Ähnliche Formate
- Geography Markup Language (GML)
- Keyhole Markup Language (KML)